# 実川学
実川 学（じつかわ まなぶ、12月5日 - ）は、日本の男性声優。東京都出身。
以前はムーブマンに所属していた。
声優ユニット「ignition」（宮澤真一、松尾大亮、実川学）として活動していた。

## 出演作品

### テレビアニメ
2009年
- ケロロ軍曹（男子生徒、アナウンス）
- 東京マグニチュード8.0（学生）
- BLEACH（隊士B）

### ゲーム
2004年
- 幻想水滸伝IV（パブロ）

2010年
- 龍が如く4 伝説を継ぐもの

### 吹き替え
- 気分はぐるぐる
- ゴースト 〜天国からのささやき 第2シーズン（ケン）
- 恋愛兵法（面接官、他）
- ヤング・スーパーマン 第6シーズン（少年）
- アルマゲドン2010
- シティ・オブ・ゴッド（ゼ・ルイス）
- KND ハチャメチャ大作戦

### ボイスオーバー
- ヒストリーチャンネル
  - 「モノ開発カタログ＃10　ロボット」〈男、他〉'09
  - 「現代の驚異　＃435進化する斧」〈フランク･フィルブリック、他〉'09
  - 「ドッグファイト〜未来の空中戦 前後編」〈ウィリー・ハケット〉'08
  - 「ボーンヤード〜素晴らしきスクラップ場〜＃3」'08
  - 「ヒューマン・ウェポン 11話　サンボ」〈サンボ王者〉
  - 「ヒューマン・ウェポン 2話　空手」〈空手師範〉'08
  - 「ヒューマン・ウェポン 1話　ムエタイ」〈ムエタイファイター〉'08
  - 「現代の驚異・進化するボール」〈ジム・ハーボウ〉'08
  - 「メガ・ムーバーズ　宇宙への運搬」'07
  - 「メガ・ムーバーズ　石油採掘機械」'07
  - 「現代の驚異＃384」'07.06

### ナレーション
- ラジオCM「NEWS」
- ラジオCM「D-51」
- ラジオCM「ブギージャック」
- 日産企業VP

### ラジオ番組
- 東京国際アニメフェア2009 超!ステーション（2008年11月6日、超!A&G+）第16回ゲスト
- ネットラジオ「Tasting MAUSU」レギュラー
- 携帯コンテンツ「チャク萌えラジオ」レギュラー

### 朗読
- 声優による群読構成劇奉納公演「口伝 平家物語」'09
- 声優による群読構成劇プレミア上演「口伝 平家物語」'09
- アルノ会「声に出して読む平家物語」'08.11
- アルノ会「防人の歌」'07.11

### イベント
- 声優の日（2009年、東京アニメセンター）